# Charley Phil Rosenberg
Charley Phil Rosenberg, de son vrai nom Charles Green, est un boxeur américain né le 15 août 1902 et mort le 12 mars 1976 à New York.

## Carrière
Passé professionnel en 1921, il devient champion du monde des poids coqs le 20 mars 1925 en battant aux points Eddie Martin. Rosenberg conserve son titre contre Eddie Shea puis doit y renoncer car il ne parvient pas à se maintenir au-dessous de la limite de poids autorisée au moment d’affronter son challenger Bushy Graham en 1927. Il met un terme à sa carrière en 1929 sur un bilan de 39 victoires, 20 défaites et 11 matchs nuls.